# Jim Steinman
Jim Steinman, egentligen James Richard Steinman, född 1 november 1947 i Hewlett, Nassau County, Long Island, New York, död 19 april 2021 i Danbury, Connecticut, var en amerikansk musiker, kompositör och musikproducent.
Steinman är förmodligen mest känd som låtskrivare åt Meat Loaf, med bland annat albumen Bat Out of Hell, Dead Ringer och Bat Out of Hell II: Back Into Hell. Även hans samarbete med Bonnie Tyler rönte stor framgång med megahiten Total Eclipse of the Heart som höjdpunkt. Till andra artister som spelat in hans låtar hör Barbra Streisand, Celine Dion, Air Supply och Sisters of Mercy. Han har också skrivit musik till filmer, bland annat all musik till A Small Circle of Friends från 1980. Under 1984 bidrog han med två låtar till filmen Streets of Fire.
Hans hittills enda soloskiva är Bad for Good från 1981. Albumet var från början tänkt åt Meat Loaf men denne hade problem med rösten så Steinman sjöng själv, med viss hjälp av Rory Dodd som fick sjunga tre av låtarna. 1989 bildade han gruppen Pandora's Box, som förutom honom själv bestod av sångerskorna Ellen Foley, Elaine Caswell, Gina Taylor och Deliria Wilde. Gruppen släppte ett album, Original Sin.
Under sin tidiga karriär arbetade Jim mycket med musikaler, med titlar som The Dream Engine och More Than You Deserve. Framgångarna var små men flera av låtarna har återvunnits i senare projekt. I slutet av 1990-talet återvände han till musikalerna när han skrev texterna till Andrew Lloyd Webbers musikal Whistle Down the Wind. Hans största musikalframgång är dock Tanz der Vampire, baserad på filmen Vampyrernas natt av Roman Polanski, som öppnade i Wien 1997 och för vilken Steinman skrev musiken. Den har översatts till flera språk, bland annat sattes en omarbetad version på engelska upp i USA 2002 men gjorde fiasko. Steinman var också inblandad i en musikalversion av Batman, men projektet lades på is. 
Sista projektet var Bat Out of Hell the Musical som öppnade som förhandsversion i Manchester i februari 2017, varefter musikalen hade formell premiär i Londons West End. Musikalen innehåller flertalet av Steinmans ikoniska hits och utspelar sig i fantasistaden Obsidian i en dystopisk framtid. Oktober 2017 öppnade musikalen på nytt i Toronto, Kanada varefter den förväntades återkomma till London.
Steinmans genre kan beskrivas som rock med influenser från opera och musikalmusik. Steinman angav ofta Richard Wagner som en viktig musikalisk förebild. Han kallade själv sin musik wagnerian rock.

## Diskografi
- 1981 – Bad for Good